# Энергодар (станция)
Энергодар — тупиковая погрузочно-пассажирская железнодорожная станция Запорожской дирекции Приднепровской железной дороги.
Расположена в городе Энергодар Запорожской области, соединена со станцией Каховское Море.
На станции останавливаются поезда пригородного сообщения.

## Деятельность
На станции осуществляются:
- продажа пассажирских билетов;
- приём и выдача багажа;
- приём и выдача грузов повагонными и мелкими отправками (имеются подъездные пути, крытые склады и открытые площадки), а также в универсальных контейнерах (3 и 5 тонн).

## Дальнее следование по станции
| Номер поезда | Маршрут следования      | Прибытие | Отправление | Периодичность |
| ------------ | ----------------------- | -------- | ----------- | ------------- |
| 6801/6802    | Энергодар — Запорожье-1 |          | 06:14       | ежедневно     |
| 6803/6804    | Запорожье-1 — Энергодар | 15:40    |             | ежедневно     |
| 6805/6806    | Энергодар — Запорожье-1 |          | 17:05       | ежедневно     |
| 6809/6810    | Запорожье-1 — Энергодар | 23:52    |             | ежедневно     |